# جون ماكغي
جون ماكغي (بالإنجليزية: John McGhee)‏ هو لاعب كرة قدم ومدرب كرة قدم بريطاني، ولد في 5 يوليو 1945، وتوفي في 1975 في سيدني في أستراليا. لعب مع نادي دمبرتون ونادي ستنهاوسموير.